# Општина Мађешти (Бихор)
Мађешти (рум. Măgeşti) општина је у Румунији у округу Бихор.
Oпштина се налази на надморској висини од 262 m.